# Марсабит
Марсабит (суахили Marsabit) — город на севере Кении, административный центр одноимённого округа Восточной провинции страны.

## География
Расположен вблизи национального парка Марсабит, а также заповедника с тем же названием, в 550 км от столицы страны, города Найроби (по дорогам, через Исиоло). Марсабит является форпостом цивилизации в обширной пустыне севера Кении. Город находится на изолированном потухшем вулкане Марсабит, который возвышается над пустыней почти на километр. В отличие от близлежащей пустыни, холмы вблизи города покрыты густыми лесами.

## Климат
| Показатель                    | Янв. | Фев. | Март | Апр. | Май  | Июнь | Июль | Авг. | Сен. | Окт. | Нояб. | Дек. | Год  |
| ----------------------------- | ---- | ---- | ---- | ---- | ---- | ---- | ---- | ---- | ---- | ---- | ----- | ---- | ---- |
| Средний суточный максимум, °C | 25,0 | 25,7 | 25,7 | 24,9 | 24,8 | 24,4 | 23,8 | 24,1 | 25,1 | 25,2 | 23,8  | 24,2 | 24,7 |
| Средняя температура, °C       | 20,4 | 20,8 | 20,9 | 20,8 | 20,4 | 19,5 | 18,8 | 18,8 | 19,6 | 20,3 | 19,9  | 20,1 | 20,0 |
| Средний суточный минимум, °C  | 15,7 | 15,9 | 16,2 | 16,7 | 16,1 | 14,6 | 13,8 | 13,5 | 14,0 | 15,4 | 16,0  | 15,9 | 15,3 |
| Норма осадков, мм             | 92   | 60   | 91   | 149  | 54   | 14   | 17   | 8    | 9    | 62   | 91    | 46   | 693  |
| Источник:                     |      |      |      |      |      |      |      |      |      |      |       |      |      |

## Население
По данным на 2012 год население города составляет 17 127 человек; по данным переписи 1999 года оно насчитывало 13 862 человека. Население Марсабита представлено нилотами самбуру и туркана, а также кушитоязычными габбра, бурджи, боран и рендилле. Проживают также торговцы и мигранты из сомалийцев и амеру. Около 40 % населения исповедуют христианство, 32 % — ислам и 28 % — традиционные верования.

## Экономика
Марсабит является важным центром торговли региона. Здесь имеются 3 АЗС, банк, почта, несколько магазинов и ресторанов. Имеется небольшой аэропорт, включающий одну взлётно-посадочную полосу с покрытием, длина которой составляет 1104 м. Определённую роль в экономике города играет также сельское хозяйство.

## Галерея

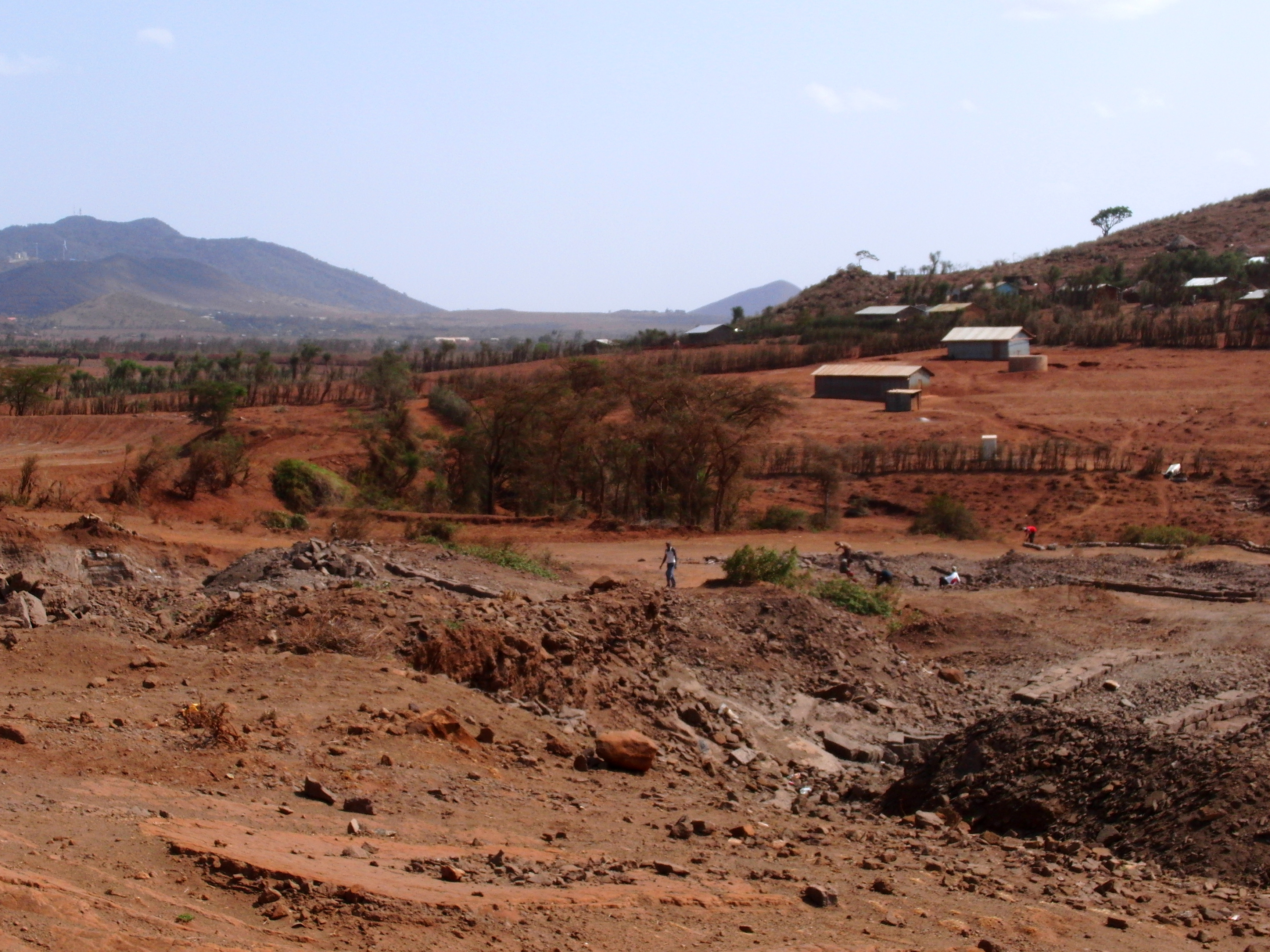
Карьер близ Марсабита
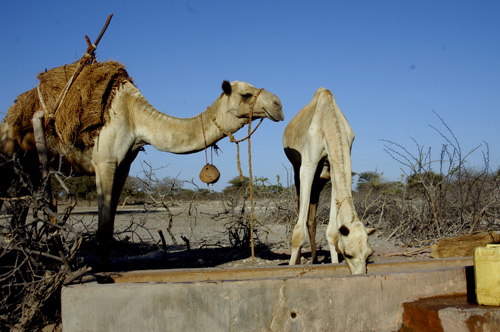
Верблюды в Марсабите